# Margarete Sommer

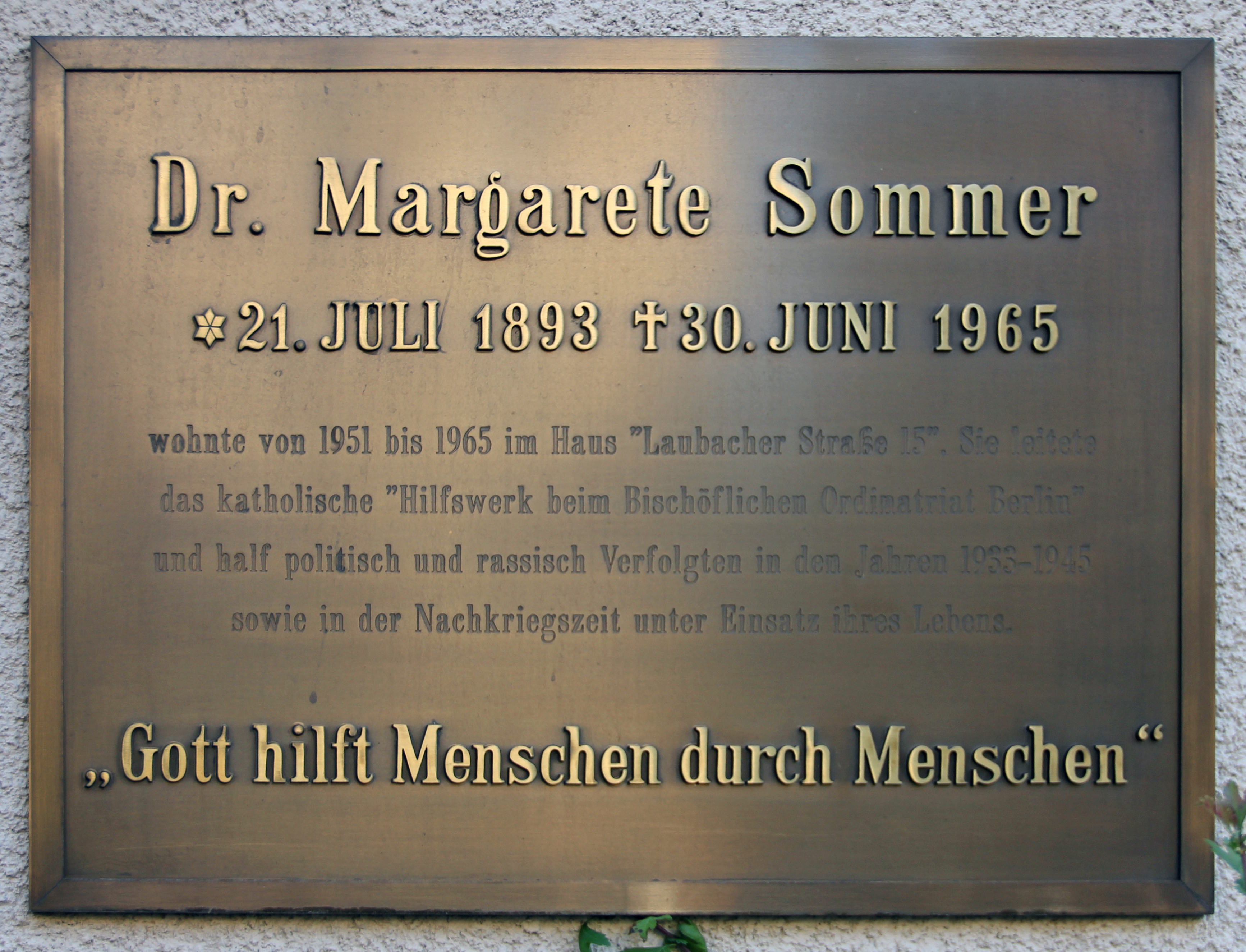
Gedenktafel für Margarete Sommer am Haus Laubacher Straße 15, in Berlin-Friedenau

Margarete (Grete) Sommer (* 21. Juli 1893 in Berlin; † 30. Juni 1965 in West-Berlin) war eine katholische Sozialarbeiterin und Laiendominikanerin. Während des Holocausts half sie verfolgten jüdischen Bürgern; viele bewahrte sie vor der Deportation in Vernichtungslager. 2003 erhielt sie postum den Ehrentitel Gerechte unter den Völkern.

## Leben

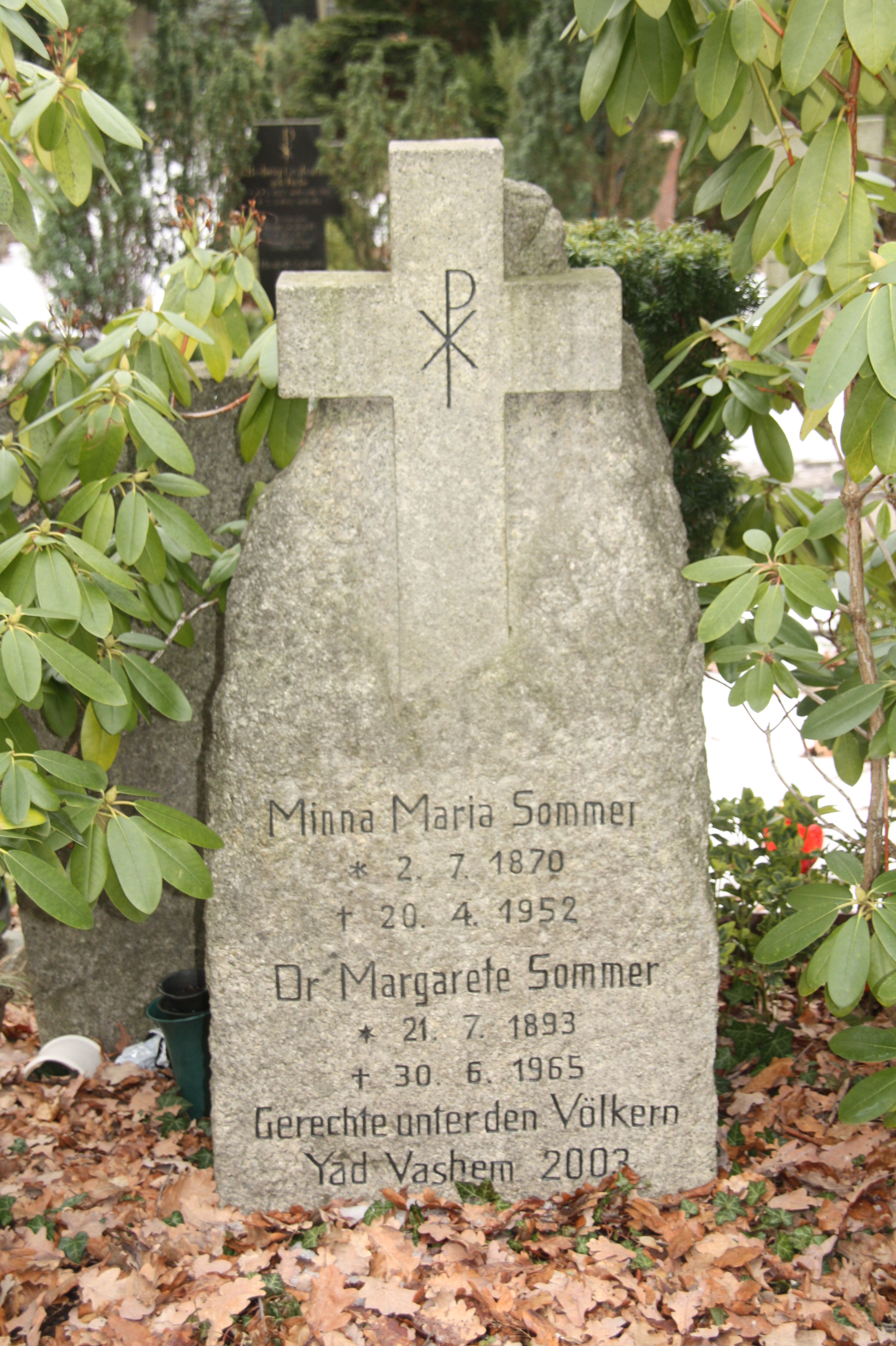
Grabstein auf dem St. Matthias-Friedhof Berlin-Tempelhof, Abt. 13 W 009/010

Sie wurde als Tochter eines Eisenbahn-Rechnungsrats geboren. 1914 absolvierte sie das Abitur am Werner-Siemens-Realgymnasium in Berlin-Schöneberg, studierte Philosophie, Nationalökonomie, Geschichte und Rechtswissenschaft an der Friedrich-Wilhelms-Universität Berlin und der Ruprecht-Karls-Universität Heidelberg, promovierte 1924 mit valde laudabile (‚sehr lobenswert‘) über Die Strafgefangenenfürsorge, eine kriminalistisch-sozioökonomische Untersuchung.
Sommer lehrte an der Wohlfahrtsschule des Katholischen Deutschen Frauenbundes (KDFB), am Jugendheim und der Sozialen Frauenschule. 1927 wurde sie hauptamtliche Dozentin am Fürsorge-Seminar des Pestalozzi-Fröbel-Hauses in Berlin-Friedenau. 1932 schloss sie sich der Dominikanischen Laiengemeinschaft an. Als sie sich im Sommer 1934 weigerte, die Zwangssterilisation behinderter Menschen zu lehren, wurde Margarete Sommer genötigt, ihre Kündigung einzureichen. Aufgrund der dadurch entstehenden finanziellen Situation gab sie ihre Wohnung in Berlin auf und zog mit Mutter und Schwester in ein Haus in Kleinmachnow.
1935 wurde sie Geschäftsführerin des Katholischen Fürsorgevereins für Frauen, Mädchen und Kinder, 1939 Diözesanleiterin für Frauenseelsorge im Bischöflichen Ordinariat in Berlin unter Bischof (später Kardinal) Konrad Graf von Preysing. Im September 1941 übernahm sie als Nachfolgerin Dompropst Bernhard Lichtenbergs die Geschäftsführung des 1938 gegründeten Hilfswerks beim Bischöflichen Ordinariat Berlin (HBOB), das nach außen hin zum Katholizismus konvertierten Juden, tatsächlich aber auch anderen jüdischen Bürgern bei der Wohnungs- und Arbeitssuche sowie der Emigration aus Deutschland half. Als Juden weder arbeiten noch auswandern durften, bemühte sich Sommer für sie um Lebensmittel, Bekleidung und Geld.
In der Zeit des Nationalsozialismus in Deutschland half Sommer, untergetauchte Juden in der Herz-Jesu-Kirche an der Fehrbelliner Straße 98 und anderen Orten in Berlin zu verstecken. Ein zwölfjähriges Mädchen wurde unter ihrer Protektion bis 1945 in verschiedenen Kinderheimen verborgen und überlebte. Betroffene Familien ließ Sommer von Pfarrern über geplante Deportationen vorwarnen. Ihre Informationen bezog sie aus einem weitverzweigten Netzwerk, zu dem auch Informanten bei der Gestapo gehörten.
Für die deutsche Kirchenleitung und den Papst schrieb sie detaillierte Berichte über den Holocaust: Ihr erster Bericht vom September 1941 betraf die „Sternverordnung“, der zweite vom Februar 1942 die Lage von „jüdischen Mischlingen“ und „Mischehen“, der dritte vom August 1942 das Schicksal deportierter Juden in den Vernichtungslagern. Darin dokumentierte sie Gräueltaten und Massenerschießungen. Der vierte Bericht vom November 1942 befasste sich mit Äußerungen auf der zweiten Wannsee-Nachfolgekonferenz. Darin forderte Sommer immer wieder ein Eintreten der katholischen Bischöfe für das Menschenrecht auf Leben und Freiheit.
Anfang März 1943 gelang es Margarete Sommer, Adolf Kardinal Bertram als Vorsitzenden der Bischofskonferenz zu einem Einspruch gegen die Verhaftung von jüdischen Ehepartnern aus sogenannten Mischehen zu bewegen. Nach Einschätzung der Historikerin Ursula Büttner trug „diese Intervention des sonst so überaus vorsichtigen Kardinals […] mindestens ebenso dazu bei, dass die Machthaber zurückwichen, wie die heute viel beachteten und in ihrer Wirkung vielleicht überschätzten Demonstrationen der Angehörigen in der Rosenstraße“.
Am 22. und 23. August 1943 verfasste Sommer zwei Entwürfe für die deutschen Bischöfe zugunsten der Juden. Darin formulierte sie die Besorgnis über Bestrebungen, Mischehen auch ohne gesetzliche Regelung aufzulösen. Sie kritisierte den teils schon umgesetzten lagermäßigen Arbeitseinsatz von in Mischehe lebenden Nichtariern, der zu dauerhafter Trennung führen könnte. Im Januar 1944 protestierte Bischof Bertram gegen die nun ausgereiften Pläne, die nichtarischen Ehepartner aus Mischehen in besonderen Arbeitskolonnen der Organisation Todt zu konzentrieren.
Nach 1945 wirkte Sommer bei der katholischen Frauenseelsorge und zählte zu den ersten Mitgliedern der Gesellschaft für Christlich-Jüdische Zusammenarbeit in Berlin. 1950 floh sie vor den Kommunisten aus Kleinmachnow nach West-Berlin. Im April 1960 wurde sie pensioniert. Ihr Grab befindet sich auf dem Friedhof der St.-Matthias-Gemeinde in Berlin.

## Auszeichnungen

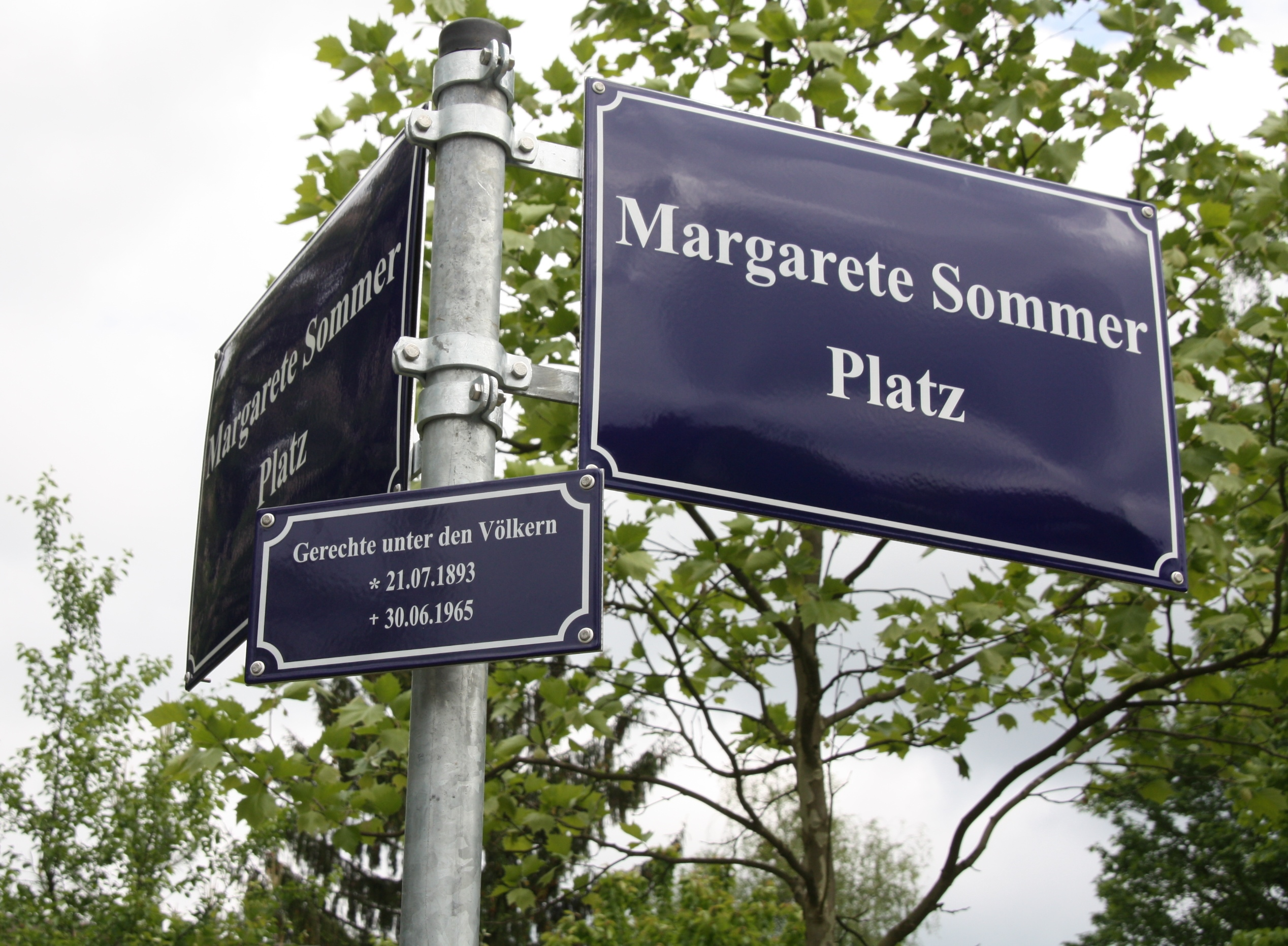
Margarete-Sommer-Platz in Kleinmachnow

Papst Pius XII. zeichnete Margarete Sommer 1946 mit dem Verdienstorden Pro Ecclesia et Pontifice aus. 1953 wurde ihr das Bundesverdienstkreuz I. Klasse verliehen. Der Senat von Berlin nahm sie 1961 in die Liste der „Unbesungenen Helden“ auf. Die israelische Holocaust-Gedenkstätte Yad Vashem zeichnete sie 2003 posthum mit dem Ehrentitel Gerechte unter den Völkern aus. 1993 wurde im Berliner Ortsteil Prenzlauer Berg die vormalige Werneuchener Straße nach Margarete Sommer benannt, am 8. Mai 2014 in Kleinmachnow ein Platz mit einer Gedenkstele für Überlebende des nationalsozialistischen Terrors und die als „stille Helden“ bezeichneten Helfer.

## Werke
- Die Fürsorge im Strafrecht: vor der Anklage, im Verfahren, nach der Entlassung. Mit einem Geleitwort von Ignaz Jastrow. C. Heymann, Berlin 1925, OCLC 72276058.

## Filme
- Zwei Tage von vielen. Bundesrepublik Deutschland, 1960/61–64, 65 Min. Erstsendung im ZDF: 11. März 1964. Drehbuch: Paul Hans Rameau, Regie: Ralph Lothar (im Film wurde „detailliert die Arbeit von M. Sommer und des ‚Hilfswerks‘ geschildert. Ihr Name wurde nicht genannt, sie erscheint im Film als ‚Frau Dr. Landmann‘. An der Erstellung des Films war Margarete Sommer selbst noch beteiligt.“[9])